# Koullou
Pour l’article ayant un titre homophone, voir Koulou.
Koullou est une commune rurale située dans le département de Bokin de la province du Passoré dans la région Nord au Burkina Faso.

## Géographie
Koullou est situé à environ 18 km à l'est du centre de Bokin, le chef-lieu du département, à 7 km à l'est de Sarma et à environ 75 km à l'est de Yako. La commune est traversée par la route régionale 20 reliant Yako à Kaya.

## Économie
Du fait de sa localisation sur un axe majeur de la région, l'activité économique de Koullou est fortement liée au commerce et aux échanges marchands.

## Santé et éducation
Le centre de soins le plus proche de Koullou est le centre de santé et de promotion sociale (CSPS) de Sarma tandis que le centre médical avec antenne chirurgicale (CMA) de la province se trouve à Yako.